# Zadroże
Zadroże [pronunciación en polaco: /zaˈdrɔʐɛ/] es un pueblo en el distrito administrativo de Gmina Trzyciąż, dentro del Distrito de Olkusz, Voivodato de Pequeña Polonia, en el sur de Polonia. Se encuentra aproximadamente 4 kilómetros al sudeste de Trzyciąż, 17 kilómetros al este de Olkusz, y 29 kilómetros al norte de la capital regional, Kraków.